# Mollia speciosa
Mollia speciosa là một loài thực vật có hoa trong họ Cẩm quỳ. Loài này được Carl Friedrich Philipp von Martius mô tả khoa học đầu tiên năm 1826. Ông xếp nó vào họ Tiliaceae.
Nó là loài điển hình của chi Mollia.

## Phân bố
Loài cây gỗ này có tại vùng rừng miền bắc và tây trung Brasil, đông nam Colombia, Guyana, nam Venezuela.